# Trócsányi Dezső
Trócsányi Dezső (Sárospatak, 1889. január 2. – Pápa, 1962. szeptember 7.) magyar filozófiai és pedagógiai író, művelődéstörténész.

## Életpályája

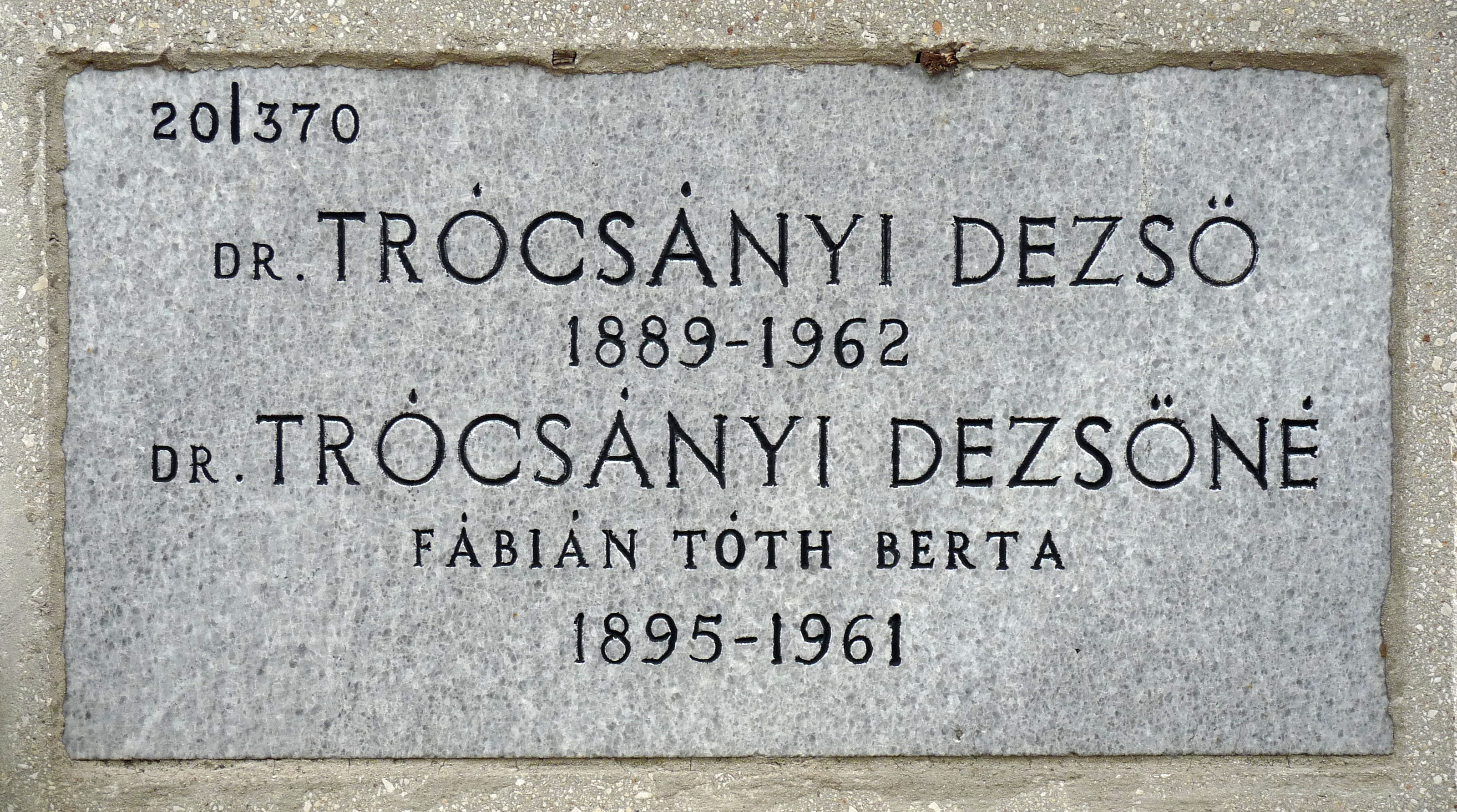
Dr. Trócsányi Dezső (1889–1962) filozófiai és pedagógiai író és felesége síremléke az Óbudai temetőben (20-370)

Sárospatakon végezte el a református teológiai akadémiát. A kolozsvári egyetem bölcsészeti karán szerzett tanári és bölcsészdoktori oklevelet (1915). Hazai tanulmányai végeztével Németországban (Berlinben, Marburgban és Lipcsében) volt ösztöndíjas. Miskolcon és Kunszentmártonban tanított. 1917-től Pápán oktatott magyar–német szakon. 1929-ig középiskolai tanárként dolgozott. 1929–1951 között a pápai református teológiai akadémián a filozófia és pedagógia tanára volt. 1941-ben Szathmáry Lajossal együtt megszervezte a pápai népfőiskolát. 1951–1962 között a Dunántúli Református Egyházkerület levéltárosaként tevékenykedett.
Filozófusként a Böhm Károly-féle magyar újkantiánus iskolához tartozott. Több középiskolai magyar nyelvtankönyvet írt.

## Családja
Szülei Trócsányi Bertalan és Radácsi Julianna voltak. Testvérei: Trócsányi Zoltán (1886–1971) magyar nyelvész és Trócsányi György (1896–1973) műfordító volt. 1920-ban Szentesen házasságot kötött Fábián-Tóth Bertával. Fia, Trócsányi Zsolt (1926–1987) magyar történész, levéltáros volt.
Sírja az Óbudai temetőben található (20-370).

## Művei
- Humboldt Vilmos nyelvbölcselete (Kolozsvár, 1914)
- A modern gimnázium (Pápa, 1924)
- Mándi Márton István tudományos munkássága (Pápa, 1931)
- Kálvin művelődéstörténeti jelentősége (fordítptta, Pápa, 1932)
- Bölcseleti bevezetés (Pápa, 1934)
- Bölcselettörténelem (Pápa, 1939)
- A felvilágosodás első nyomai a dunántúli református egyházkerületben (Budapest, 1958)